# Martin Olave
Martin Olave (ou Martin de Olave), né en 1507 (ou 1508) à Vittoria (Espagne) et mort le 17 août 1556 à Rome, est un prêtre jésuite espagnol. Théologien de Paris, proche de saint Ignace, il organise les débuts du Collège romain (future Université Grégorienne) dont il est un des plus brillants parmi les premiers professeurs.

## Biographie

### Étudiant à Paris
De 1524 à 1528 Martin Olave est étudiant de philosophie à l'université d'Alcalá de Henares (Espagne). Il y rencontre, en 1526 pour la première fois Ignace de Loyola à qui il donne même une aumône...
Étudiant à Paris depuis 1529 il obtient son diplôme de Bachelier en 1532, suivi d’une licence (1533) et d’un doctorat en théologie (1544), toujours à Paris où - la même année - il est également ordonné prêtre.
Nommé aumônier de Charles Quint, il se rend en Allemagne, où se trouve la cour. Il est en contact avec le dominicain Pierre de Soto, confesseur de l’empereur, avec lequel il a de bonnes relations. Après l’Intérim d'Augsbourg (1548), les deux quittent la Cour et s’installent à Dillingen (Bavière), où le dynamique cardinal-archevêque Othon Truchsess de Waldbourg a ouvert un centre d'études théologiques. Olave y enseigne la théologie à partir de 1549.

### Entrée dans la Compagnie de Jésus
Le travail missionnaire en Amérique l’attire mais il doit accéder à la demande de Truchsess qui le veut comme conseiller théologique au Concile de Trente, qui se réunit pour sa deuxième session (1551-1552). A Trente il rencontre les théologiens jésuites Pierre Canisius, Diego Lainez et Alfonso Salmeron. Leur genre de vie le séduit et, lors d’une pause des sessions conciliaires, il fait les Exercices spirituels. À la suite de quoi il demande à être admis dans la Compagnie de Jésus et commence son noviciat à Rome, le 15 septembre 1552.

### Cofondateur du Collège romain
La période de noviciat accomplie il se trouve à Rome où il participe activement à la fondation du Collège romain, une initiative de saint Ignace de Loyola. Il y est préfet et y organise les études tout en enseignant  la théologie et le difficile cours des ‘Controverses’. Il est l’âme de cette institution qui en est à ses tout débuts.
Le 28 octobre 1553, lors de la cérémonie solennelle d’ouverture académique, il défend une thèse (un ‘acte théologique’) qui marque le début de l'enseignement de la philosophie et de la théologie. Trois ans plus tard, le 17 janvier 1556, Paul IV accorde déjà au Collège romain la faculté d’accorder des grades académiques dans ces branches-là.
Outre ses activités académiques à Rome, il participe à la fondation du collège de Gubbio, près de Pérouse, et tente de ramener au catholicisme Isabel Briceño, épouse de García Manrique de Mendoza, gouverneur de Parme et Plaisance. Il participe aux travaux de l’importante commission chargée de réformer la Daterie apostolique (office du Saint-Siège chargé d’accorder les bénéfices et grâces apostoliques) s’occupant en particulier des cas de simonie. Il défend la Compagnie de Jésus contre les attaques répétées de la faculté de théologie de Paris. Comme docteur en théologie de la même faculté il y jouit d'une certaine influence.
Martin Olave n’a que 49 ans lorsqu’il meurt, à Rome, le 17 août 1556, une quinzaine de jours après son ami et guide spirituel, Ignace de Loyola.

## Écrits
- Assertiones Theologicae... (1553).
- Ordo lectionum et exercitationum in universitatibus S.I., dans Monumenta paedagogica (MHSI), vol 1, pp.163-185.